# Fót
Fót è una città di 18.864 abitanti situata nella contea di Pest, nell'Ungheria settentrionale.